# Пономарев, Георгий Поликарпович
Георгий Поликарпович Пономарев (15 марта 1918 — 29 июня 1985) — лейтенант РККА, герой французского Сопротивления, организатор и командир партизанского отряда «Сталинград» на востоке Франции, награждён орденом Военный крест с бронзовой звездой.

## Биография
Георгий Пономарев родился 15 марта 1918 в селе Кусково Гутовской волости Кузнецкого уезда Томской губернии (ныне Тогучинского района Новосибирской области).
Получил начальное образование.
Работал в системе Министерства путей сообщения Западно-Сибирской железной дороги в Омской и Томской областях. Затем — на станции Протока Северо-Кавказской железной дороги.
В октябре 1941 года призван в действующую армию. Был зачислен в стрелковую бригаду, дислоцировавшуюся на косе Чушка в Керченском проливе, отделяющем Чёрное море от Азовского.
Принимал участие в Керченско-Феодосийской десантной операции. Окончил курсы по подготовке младшего офицерского состава, после чего получил звание лейтенанта и был назначен командиром взвода пешей разведки.
В мае 1942 года во время немецкого контрнаступления взвод разведки под командованием Пономарева оказался отрезанным от своей части. После ожесточённых боёв на прорыв комвзвода получил тяжёлую контузию и вскоре оказался в плену.
Вначале был помещён во временный лагерь в Крыму, а затем — отправлен в концлагерь, находящийся в западной части Германии — городе Саарбрюккене, на вагоноремонтном заводе. Пономарев неоднократно пытался бежать из неволи, но службы полиции настигали беглеца и возвращали обратно. Побег, совершённый в ноябре 1943 года вместе с заключённым товарищем, оказался удачным. Беглецы прошли по территории Германии и Франции около 100 километров и нашли приют в небольшой французской деревне.
Местные жители помогли бежавшим из неволи бывшим заключённым не только едой и одеждой, они также содействовали в установлении их связи с подпольщиками-антифашистами (Марселем, Лораном), а также с активным борцом Сопротивления, членом ФТП, Элиасом Дорном. От французских патриотов Пономарев получил сведения о скрывающихся в окрестных лесах бежавших из концлагерей советских военнопленных.
С помощью Элиаса Дорна и других участников Сопротивления была создана небольшая группа количеством до десяти человек, состоявшая преимущественно из бывших советских заключённых. Так был образован, видимо, первый советский партизанский отряд на востоке Франции, который возглавил Георгий Пономарев. В него вошли представители других национальностей (поляк, итальянец, французы).
Численность партизан быстро росла. В январе 1944 года группа определила своё название — «Сталинград».
На начальном этапе действия партизан координировались антифашистами из состава ФТП. С апреля 1944 года отрядом «Сталинград» начал руководить партизанский Штаб, созданный по решению Центрального Комитета советских военнопленных (ЦК СП), находящийся в городе Нанси.
Начав свою деятельность в 23 километрах северо-восточнее города Вердена, вблизи селения Луазон (Loison), партизаны устраивали диверсии на железных дорогах, пуская под откос немецкие военные эшелоны в департаментах Мёз, Мёрт и Мозель. Перемещаясь всё дальше на юг, они нападали на немецкие посты, выводили из строя объекты, работавшие на военную промышленность рейха, а также электро трансформаторы и линии электропередач, снабжавшие их электроэнергией (нападение на пост ПВО в Анмоне (Hennemont), диверсия на шахте в Пьенне (Piennes), взрыв трансформатора вблизи Рюппе (Ruppet) и прочие).
К лету личный состав отряда за счёт беглых из лагерей советских военнопленных достигал 40 и более человек.
Некоторые заметные боевые операции «сталинградцев»:
Крупную диверсионную операцию, нанесшую серьёзный ущерб врагу, осуществил партизанский отряд в департаменте Верхняя Марна, совершив нападение на железнодорожную станцию Мэрэй (Merrey). fr:Merrey
В этом же департаменте состоялся налёт на немецкую казарму возле населённого пункта Левекур (Levécourt).
Смелые нападения с бое столкновениями осуществлены в департаменте Вогезы:
на немецкую автоколонну возле селения Медонвиль (Medonville);
на пешую колонну немецких солдат у населённого пункта Ламарше (Lamarche). fr:Lamarche (Vosges)
В аттестации на франтирера и партизана лейтенанта Г. Пономарева, командира отряда «Сталинград», подписанной «Марселем», командующим ФТП в департаменте Мёрт и Мозель, и утвержденной междепартаментским Военным комитетом ФФИ  № 21 подчеркивается, что за проявленные им мужество и умелое руководство партизанским отрядом он «имеет полное право на признательность французской нации».
Командир партизанского отряда Георгий Пономарев — «Жорж» (так на французский манер называли Г. П. Пономарева во Франции) отличался необыкновенной храбростью, не боялся опасности, умел пойти на риск. Одним из доказательств вышесказанного служит эпизод бое столкновения при нападении отряда на немецкую автоколонну возле селения Медонвиль (Medonville) в департаменте Вогезы, описанный Гастоном Ларошем :
«В этом бою особенно отличился командир отряда „Жорж“. Немец бросил гранату мимо головы Жоржа. Увидев эту гранату, Жорж схватил её, и,
несмотря на непрекращающийся огонь, зажёг ею фашистский автомобиль».
С февраля по сентябрь 1944 года отряд «Сталинград» осуществил 72 операции, в том числе пустил под откос 25 составов с боевой техникой, военными материалами, горючим и живой силой врага, вывел из строя около 30 паровозов и более 320 вагонов и цистерн. Гитлеровцы потеряли сотни солдат и офицеров, а также автомобили, самолёты, орудия, боеприпасы и другие военные грузы и материалы.
За проявленное мужество и самоотверженность французское командование наградило Георгия Пономарева «Военным крестом с бронзовой звездой». В приказе о награждении № 23 от 3 марта 1945 года, подписанном полковником Гранвалем,  командующим 20-м военным округом, подчеркивалось: «Самоотверженный до фанатизма, отличавшийся удивительной храбростью, Пономарев нанес врагу огромные потери, захватил много пленных и тем самым внес свой вклад в освобождение французской территории».
Боевое знамя отрада Г. П. Пономарева ныне хранится в Центральном Музее вооружённых сил.
К 40-летию Победы Георгий Поликарпович был награждён Орденом Отечественной войны ІІ степени (номер наградного документа 87, дата — 6 мая 1985 года).
Умер в станице Ленинградская, Краснодарского края.

### Использованная литература и источники
1. 1 2 3 4 5 6 7 8 9  Горовая Т.Ф. Советские маки́ Франции. — Москва: Издательство РСП, 2019. — 394 с. — ISBN ISBN 978-5-4477-3259-2.
2. 1 2 3 4 5 6  Анкета Г. П. Пономарева. // МБУК Ленинградский районный историко-краеведческий музей инв. № НВ/ЛМ - 711.
3. 1 2 3 4 5  Ouritskaia Rita. Les combattants soviétiques engagés dans la Résistance française // Revue Russe. — 2005. — № 1. — С. 61—70. Архивировано 2 июня 2018 года.
4. 1 2 3 4 5 6 7  Claude Collin. L'été des partisans: Les FTP et l'organisation de la Résistance en Meuse Nancy. — Presses Universitaires de Nancy, 1992. — 228 с. — ISBN 2-86480-557-X.
5. 1 2  Таскин В.К. Партизанский штаб действует // О чем не говорилось в сводках. Воспоминания участников движения сопротивления. — М.: Политическая литература, 1962. — С. 414—429.
6. 1 2 3 4 5  Нечаев Г.А. Участие советских граждан в движении Сопротивления во Франции в годы второй мировой войны. // Военно-исторический журнал. — М., 1965. — № 6. — С. 37—50.
7. 1 2  Цырульников Н.Г. Введение // Против общего врага. Советские люди во французском движении Сопротивления. — М.: Наука, 1972. — С. 5—36.
8. 1 2 3  Montagnon Pierre. Les maquis de la libération. 1942-1944. — Paris : Pygmalion/Gérard Watelet, 2000. — 412 с. — ISBN 2-85704-621-9.
9. 1 2 3 4 5 6  Клоков В.И., Кудрицький А.В., Бречак І.М. Далеко вiд Батькiвщини: українці в антифашистській боротьбі народів Європи (1941–1945). — Київ: Полiтвид, 1968. — С. 68—71.
10. 1 2 3 4  Таскин В.К. С сознанием исполненного долга // Против общего врага. Советские люди во французском движении Сопротивления. — М.: Наука, 1972. — С. 192—210.
11. 1 2 3 4 5 6  Часть вторая. Документы и материалы // Против общего врага. Советские люди во французском движении Сопротивления. — М.: Наука, 1972. — С. 341—383.
12. 1 2 3 4 5 6 7  Laroche Gaston. On les nommait des étrangers… (Les immigrés dans la Résistance). — Paris: Éditeurs français réunis, 1965. — С. 266—270. — 477 с.
13. 1 2 3 4 5 6  Нечаев Г.А. В лесах Лотарингии // Военно-исторический журнал. — М., 1971. — № 4. — С. 86—90.
14. ↑  Arboit Gérald. Introduction à l'histoire des prisonniers soviétiques en Alsace et en Lorraine pendant la Seconde Guerre mondiale // Empreinte militaire en Lorraine (01-2014). — 2014.